# Adam Jezierski (aktor)
Adam Jezierski (ur. 11 lipca 1990 w Warszawie) – hiszpański aktor, najbardziej znany z roli Gorki Martíneza w serialu telewizyjnym pt. Física o Química telewizji Antena 3.

## Życiorys
Adam urodził się w Polsce, jednak w wieku siedmiu lat razem z rodziną przeniósł się do Hiszpanii, a dokładnie Madrytu. Zadebiutował w 2003 roku w filmie krótkometrażowym pt. Sueños. Wcześniej, w 2001 roku, wystąpił w teledysku do piosenki Por Ti zespołu Sidonie.

## Filmografia

### Film
- 2003: Sueños jako Achan
- 2004: Siete
- 2009: Grubasy (Gordos) jako Luis
- 2010: Animales domésticos
- 2010: Tensión sexual no resuelta jako Nico
- 2010: Cruzando el Limite
- 2010: Verbo jako Foco
- 2011: Tormenta jako Leo
- 2012: Instituto: El Musical jako Efrain
- 2024: Pared con pared jako Nacho

### Telewizja
- 2007: Cuéntame cómo pasó jako Santi
- 2007: Hospital Central
- 2007: Cuestión de sexo
- 2008–2010: Física o Química jako Gorka
- 2011: Ángel o Demonio jako Jonás
- 2011–2012: Cheers jako Yuri Semionov
- 2012: Con el culo al aire jako Javier Colmenarejo 'Javi'